# Christian Vitzthum von Eckstädt (Oberst)
Christian Vitzthum von Eckstädt (* 4. Februar 1681; † 20. Dezember 1738 in Dresden) war ein königlich-polnischer und kurfürstlich-sächsischer Oberst der Infanterie und Rittergutsbesitzer. Er ist der Stammvater der schlesischen Linie seiner Adelsfamilie.

## Leben
Er war der Sohn des Herrs auf Tiefensee im Amt Bitterfeld und kursächsischen Kammerherr und Rittmeisters Christoph Vitzthum von Eckstädt und dessen zweiter Ehefrau Johanna Helena, Tochter des Obersts der kurfürstlichen Leibgarde zu Ross Rudolf von Neitschütz auf Röhrsdorf bei Dohna, Borthen und Tronitz. Der in den Grafenstand erhobene Friedrich Vitzthum von Eckstädt war sein älterer Bruder. Ihm selbst und seinen Nachkommen blieb die Standeserhebung verwehrt.
Der aus dem Geschlecht derer von Vitzthum von Eckstädt stammende Christian Vitzthum von Eckstädt schlug eine Militärlaufbahn im Dienst der Wettiner ein und stieg bis zum Oberst der Infanterie auf. Als solcher erwarb er sich im Großen Nordischen Krieg bis 1721 in der polnisch-sächsischen Armee bleibende Verdienste und nahm an mehreren Schlachten teil.
Vitzthum von Eckstädt nahm von 1716 bis 1734 als schriftsässiger Rittergutsbesitzer von Tiefensee und Röhrsdorf jeweils als Vertreter der Allgemeinen Ritterschaft an mehreren Landtagen teil.

## Familie
Christian Vitzthum von Eckstädt heiratete Eva Maria von Meusebach. Er starb am 20. Dezember 1738 in Dresden und wurde in Röhrsdorf (bei Pirna) in der Familiengruft beerdigt. Er hinterließ als Lehnserben die drei minderjährigen Söhne Christian Ernst Friedrich, Friedrich Gottlob und Heinrich Rudolph Vitzthum von Eckstädt, die alle drei eine Militärlaufbahn einschlugen und sich größtenteils in Schlesien niederließen, wodurch die Familie Vitzthum von Eckstädt sich auch in den schlesischen Gebieten ausbreitete. Daneben gab es mindestens noch eine Tochter.